# Alsterdorf (stacja metra)
Alsterdorf – stacja metra hamburskiego na linii U1. Stacja została otwarta 1 lutego 1925. 

## Położenie
Stacja znajduje się na południowym skraju dzielnicy o tej samej nazwie, tuż przy granicy z Winterhude. W bezpośrednim sąsiedztwie jest kilka instytucji, między innymi siedziba policji w Hamburgu. Na tej samej skarpie na południe od torów metra leży tor obwodnicy towarowej  Hamburga.